# Septembre 1836

## Événements

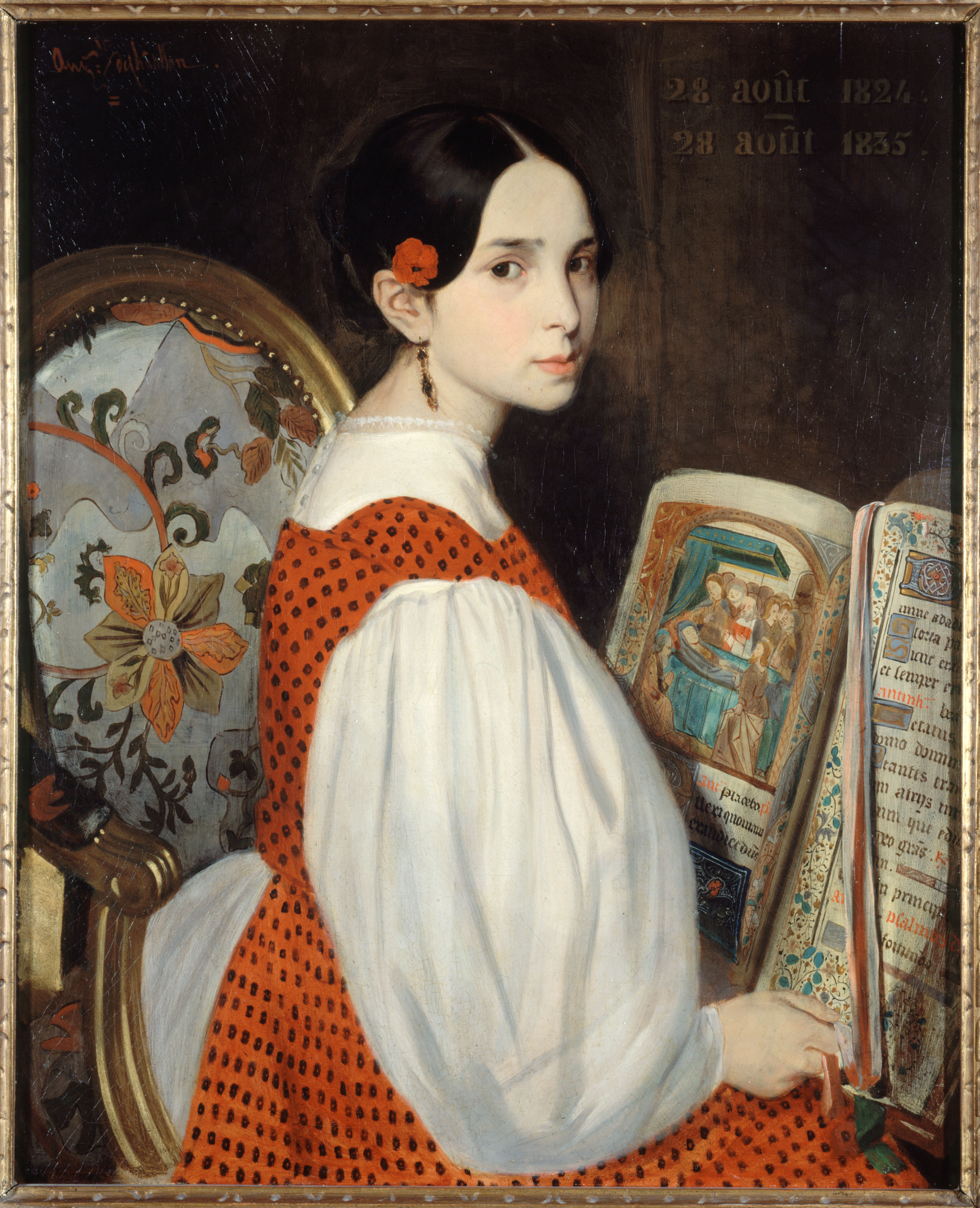
Léopoldine Hugo.
Peinte par Auguste de Châtillon en 1836, le jour de sa première communion.

- Interdiction en Russie du Télescope de Nadejdine pour avoir publié la Première Lettre philosophique de Tchaadaïev (Pyotr Chaadaev).

- 2 septembre, France : début du procès entre François Buloz, directeur de la Revue des deux Mondes, et Honoré de Balzac. Buloz a vendu à Saint-Pétersbourg les épreuves non corrigées de Le Lys dans la vallée.

- 5 septembre : Sam Houston est élu président de la république du Texas (1836-1838 ; 1841-1844).

- 8 septembre :
  - Révolution septembriste au Portugal. Les partisans du retour à la constitution se soulèvent avec l’appui du peuple de Lisbonne et de l’armée. Ils rétablissent la constitution libérale de 1822, que jure la reine et s’installent au pouvoir pour six années (1842).
    - Les septembristes visent à doter le pays de structures d’autonomie et préparent l’avenir. Le septembrisme, sans base populaire, est condamné à des alliances contre nature avec l’armée, et à l’échec.

  - France : premier ministère Molé (fin le 15 avril 1837).

- 8 septembre, Fourqueux : première communion de Léopoldine Hugo. Sujet d'un tableau d'Auguste de Châtillon.

- 10 septembre, France : Gabriel Delessert est nommé préfet de police. Son prédécesseur Henri Gisquet avait dénoncé dans l'épidémie de choléra de 1832 un empoisonnement des fontaines publiques.

## Naissances
- 14 septembre : Louis-Philippe Premier (mort en 1908), distillateur romanais.
- 28 septembre : Charles Lauth (mort en 1913), chimiste français.

## Décès
- 2 septembre : William Henry (né en 1775), physicien et chimiste britannique.
- 7 septembre : John Pond (né en 1767), astronome britannique.
- 10 septembre : Alexander Sheldon (né en 1766), médecin et homme politique américain
- 13 septembre : Jean-Baptiste Rougier de la Bergerie (né en 1759), agronome et homme politique français.
- 17 septembre : Antoine-Laurent de Jussieu (né en 1748), botaniste français.
- 23 septembre : La Malibran, née Marie Garcia, chanteuse d'opéra (° 1808).